# Stad (commune)
Stad est une kommune norvégienne s'étendant le long du Nordfjord dans le comté de Vestland, qui a été établie 1er janvier 2020 par la fusion des municipalités de Selje et de Eid, ainsi que de parties de la municipalité de Vågsøy.
Stad est limitrophe des communes de Sande, Vanylven, et Volda au nord, Stryn à l'est, Kinn à l'ouest et Bremanger et Gloppen au sud.
Le nom de la nouvelle commune fait référence à la péninsule de Stad.

## Géographie
La commune de Stad est située sur la rive nord du Nordfjord. De grandes parties de la commune sont constituées d'un relief accidenté, et les plus grandes montagnes sont situées à l'est de la municipalité. La plus haute montagne de Stad est Glitregga à la limite avec la commune de Stryn. Elle atteint 1 297 mètres d'altitude. Dans la partie nord-ouest de la commune, se trouve la péninsule de Stad qui s'étend dans la mer de Stad. La majeure partie du lac Hornindalsvatnet est située dans la partie orientale de la commune de Stad. Le Hornindalsvatn est le plus grand lac de la région Vestlandet et le plus profond d'Europe.
Géologiquement, les montagnes de Stad sont constituées de gneiss et d'orthogneiss.

## Histoire

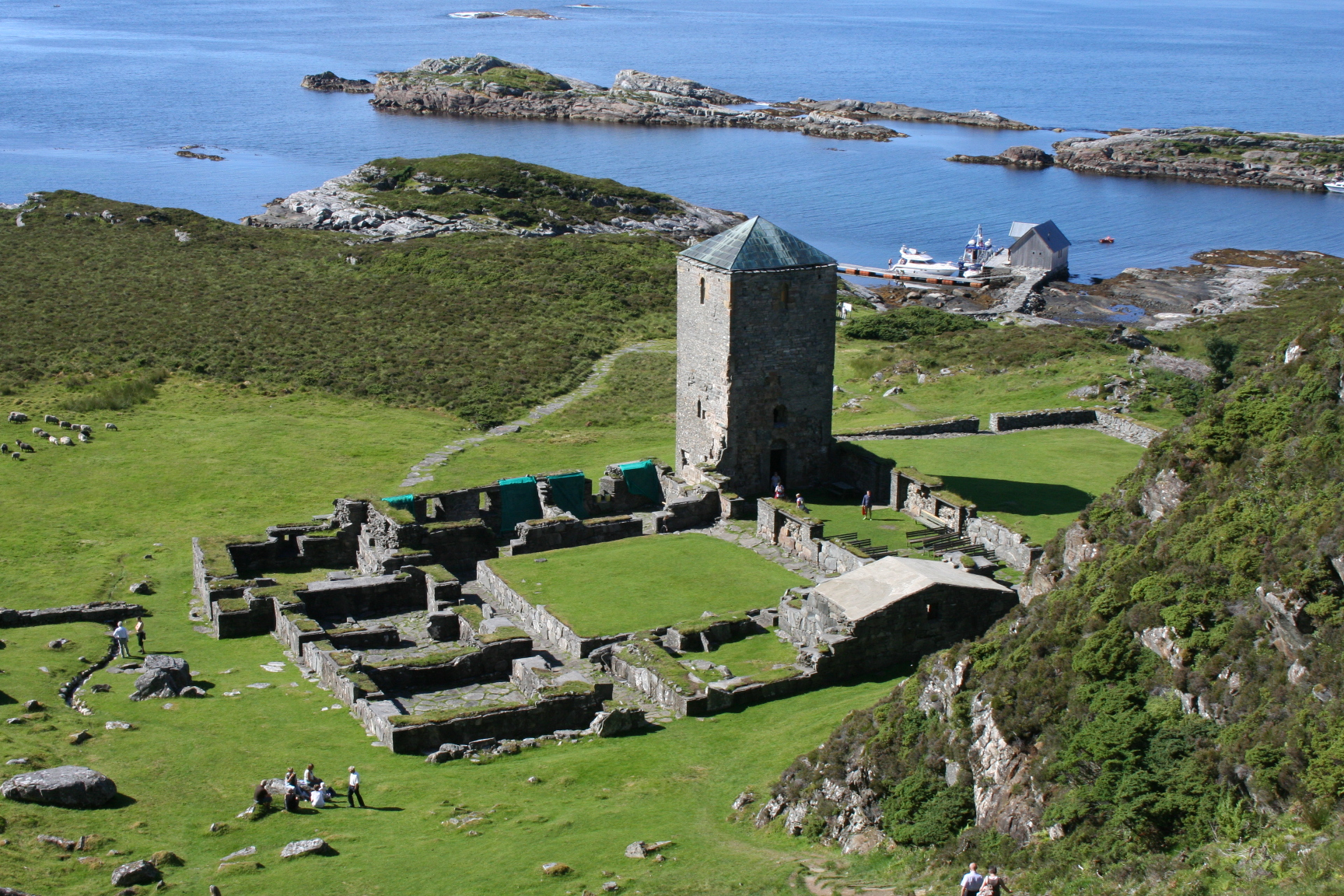
Les ruines du monastère de Selje sur l'île Selja à l'ouest de la commune.

La commune de Stad a été créée le 1er janvier 2020 par la fusion des communes d'Eid et Selje,, ainsi que l'ajout du village Bryggja et des lieux-dits Totland, et Maurstad de la commune de Vågsøy.
Sur l'île de Selja dans la baie de Silde à l'ouest de la commune se trouvent les ruines de l'abbaye bénédictine de Selje, qui a été construite au XIIe siècle.

## Société

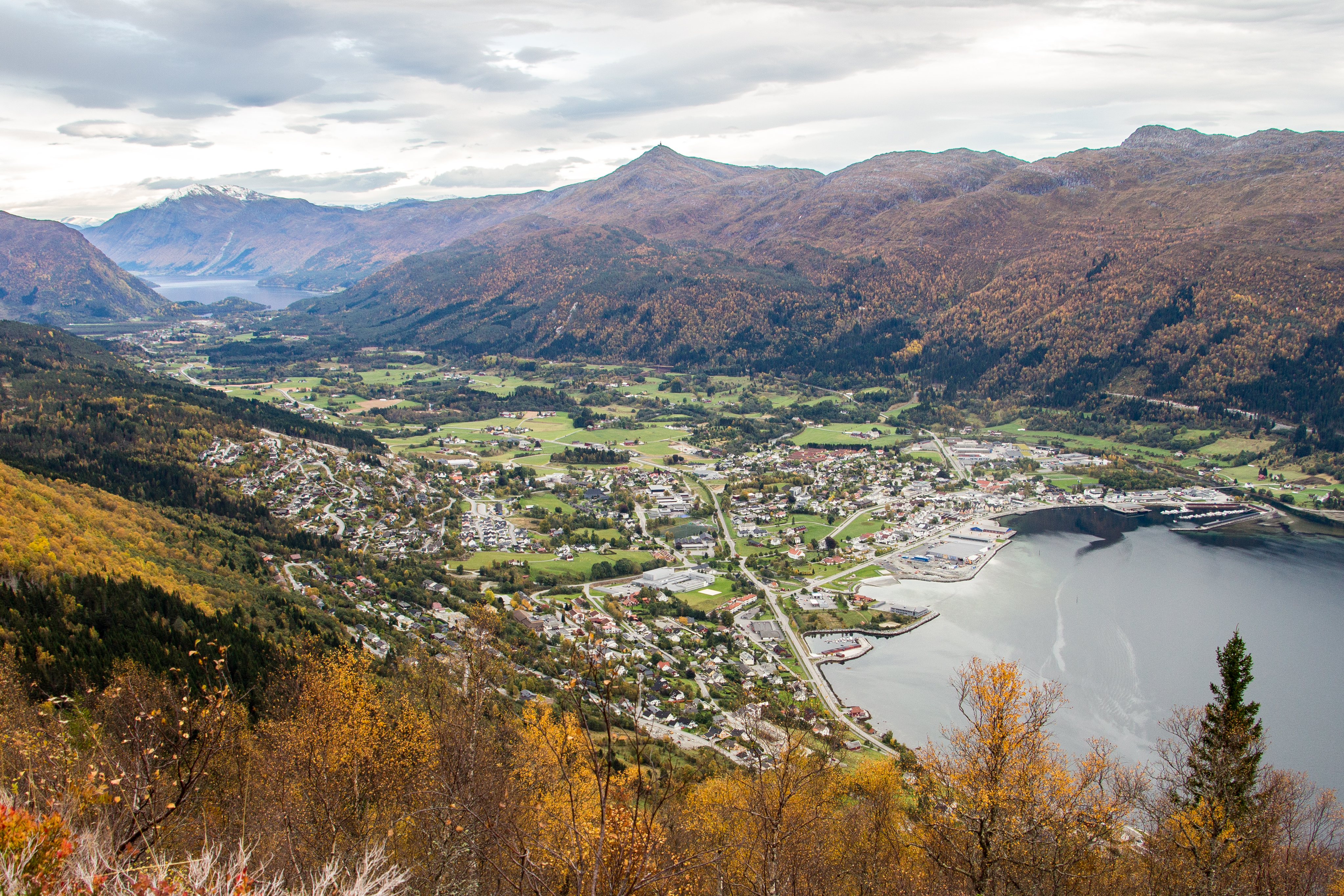
Le centre de la commune, Nordfjordeid.

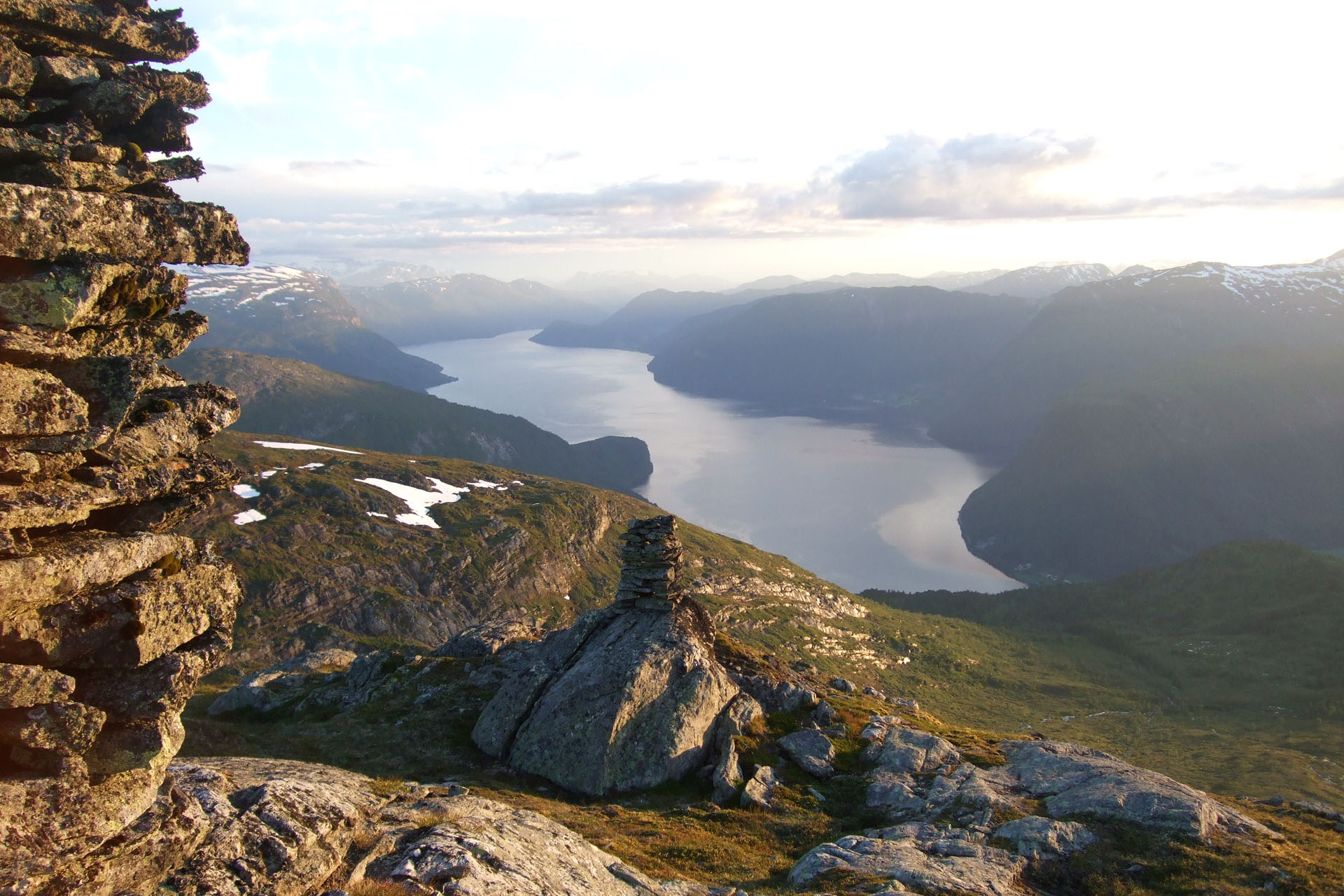
Hornindalsvatnet vu du mont Storehornet dans la commune de Volda.

### Transport
La route nationale 15, traverse la commune et la relie à la ville de Måløy dans la commune de Kinn à l'ouest et le village de Stryn à l'est. La route européenne 39 passe par la municipalité. Elle part de Volda à l'ouest de Nordfjordeid, puis rejoint le bac Lote-Anda qui traverse le Nordfjord vers la commune de Gloppen.
Le bac Torvik–Isane sur la route comtale 614 traverse également le Nordfjord. La péninsule de Stad est reliée par la route nationale 15 à la commune de Kinn via la route comtale 618, et à la commune de Vanylven par les routes comtales 61 puis 620.

### Santé et Éducation
L'hôpital de Nordfjordeid est l'hôpital local pour les habitants du Nordfjord.
Le lycée d'Eid est aussi à Nordfjordeid et le seul de la commune.
Il y huit écoles élémentaires publiques dans la commune de Stad, et deux écoles privées.

### Économie
Stad est avant tout une commune agricole avec un accent sur l'élevage, et un nombre considérable de vergers. 30,61 km2 sur les 752,78 km2 de la superficie de la commune sont cultivés.
Le tissu industriel de la commune est diversifié, et principalement concentré autour du centre-ville de Nordfjordeid. La pêche, l'aquaculture et le tourisme sont des secteurs importants le long de la côte.

### Politique

#### Élection municipale 2019
| Parti                        | Proportion | Proportion | Voix  | Voix | Sièges au Conseil municipal | Sièges au Conseil municipal | Membres du collège exécutif |
| ---------------------------- | ---------- | ---------- | ----- | ---- | --------------------------- | --------------------------- | --------------------------- |
| Parti                        | %          | ±          | total | ±    | total                       | ±                           | Membres du collège exécutif |
| Venstre (socio-libéraux)     | 36,2       | +14,7      | 1822  |      | 11                          |                             | 3                           |
| Parti du centre (agrarien)   | 27,6       | +0,9       | 1 393 |      | 9                           |                             | 3                           |
| Parti travailliste           | 11,0       | -0,3       | 552   |      | 4                           |                             | 1                           |
| Parti du progrès (populiste) | 8,1        | -0,4       | 410   |      | 3                           |                             | 1                           |
| Høyre (conservateurs)        | 6,6        | -5,6       | 332   |      | 2                           |                             | 1                           |
| Parti socialiste de gauche   | 5,3        | +2,4       | 266   |      | 2                           |                             | 0                           |
| Parti populaire chrétien     | 5,3        | -1,9       | 265   |      | 2                           |                             | 0                           |
| Total                        | 69,2 %     | 69,2 %     | 5076  | 5076 | 33                          | 33                          | 9                           |

Alfred Bjørlo (Venstre) est élu maire avec Siri Sandvik (travailliste) comme vice-maire.